# Black Treacle
«Black Treacle» es una canción de la banda inglesa de indie rock Arctic Monkeys, lanzado como el cuarto sencillo de su cuarto álbum de estudio Suck It and See y fue lanzado como descarga digital y un vinilo de 7 ", el 23 de enero de 2012. El sencillo fue limitado a solo 1,500 copias.
El vinilo de 7 "cuenta con una cara B titulada "You and I" y se le atribuye a Richard Hawley y a The Death Ramps su composición, y ha sido considerado como lo más cercano que han llegado los Arctic Monkeys al hard rock. The Death Ramps es un seudónimo adoptado anteriormente por la banda cuando lanzaron la cara B del sencillo "The Hellcat Spangled Shalalala"; y al vinilo de edición limitada que se lanzó junto con el sencillo "Teddy Picker" teniendo como cara B a la canción "Nettles" y "The Death Ramps" en 2007.
Se hizo un video promocional para "You and I", en el que se ve a la banda grabando esta canción en el estudio y a los integrantes montando unas motos en los suburbios de Sheffield su ciudad natal. El video musical para el sencillo se estrenó el 5 de enero de 2012 y de "You and I" se estrenó el 23 de enero de 2012 en YouTube.

## Lista de canciones
- Todas las letras escritas por Alex Turner y música por Arctic Monkeys.

| N.º | Título          | Duración |  |
| 1.  | «Black Treacle» | 3:35     |  |
| 2.  | «You and I»     | 3:26     |  |

## Posicionamiento
| Listas (2011-2012)             | Posiciones |
| ------------------------------ | ---------- |
| Reino Unido (UK Singles Chart) | 173        |
| Reino Unido (UK Indie Chart)   | 21         |